# Darina Krasnowecka
Darina Ołeksijiwna Krasnowecka (ukr. Даріна Олексіївна Красновецька; ur. 7 maja 2007 w Winnicy) – ukraińska piosenkarka popowa.
Uczestniczka i laureatka wielu konkursów muzycznych w Ukrainie. Reprezentantka Ukrainy na 16. Konkursie Piosenki Eurowizji Junior (2018) w Mińsku.

## Życiorys
Uczy się w Szkole nr 6 w Winnicy. W 2013 zaczęła kształcić się wokalnie w studiu muzyki popularnej „Zoriana Mrija” (ukr. „Зоряна мрія”) w Winnickim Miejskim Pałacu Sztuki „Zoria” (ukr. „Зоря”), jej pierwszą nauczycielką śpiewu została Wiołetta Romaniwna Nahirna (ukr. Нагірна Віолетта Романівна). W tym samym roku wzięła udział w swoim pierwszym konkursie wokalnym Muzyczna Parasolka w Winnicy. Kolejne konkursy przynosiły jej coraz więcej sukcesów.
W 2017 wzięła udział w czwartej edycji programu Hołos.Dity emitowanego przez 1+1. Pomyślnie przeszła przez „przesłuchania w ciemno” i trafiła do drużyny Monatika, odpadła na etapie „bitew”. W tym samym roku wygrała w kategorii młodszych dziewcząt Ogólnoukraiński Charytatywny Festiwal Dziecięcy Czornomorski Ihry (ukr. „Чорноморські ігри”) w Skadowsku oraz skorzystała z zaproszenia do wzięcia udziału w solowej trasie koncertowej Narodowego Artysty Ukrainy Ołeksandra Ponomariowa, gdzie miała możliwość kształcić się pod jego okiem w ramach Wokalnej Akademii Ponomariowa. W 2018 z utworem „Say Love” zwyciężyła w finale krajowych eliminacji do 16. Konkursu Piosenki Eurowizji Junior, dzięki czemu w listopadzie poleciała do Mińska na finał konkursu, w którym zajęła czwarte miejsce, uzyskując 182 punkty. W tym samym roku wystąpiła gościnnie w teledysku Ołeksandra Ponomariowa do piosenki „Koliaduje Ukrajina”.
W 2019 wystąpiła w roli Dżasminy z historii o Aladynie w teatralnym show Lichtarius. Istoriji ożywajutʹ. Podczas obchodów Dnia Niepodległości Ukrainy w Kijowie wraz z innymi wykonawcami zaśpiewała hymn Ukrainy. 16 listopada wystąpiła obok Ołeksandra Ponomariowa na scenie podczas jego koncertu w Narodowym Pałacu Kultury „Ukraina” w Kijowie. 19 listopada wydała cyfrowo pierwszy, solowy album pt. Insajd (oryg. ukr. "Інсайд"). W tym samym miesiącu ogłaszała punkty przyznawane przez Ukrainę w finale 17. Konkursu Piosenki Eurowizji Junior. 25 listopada zagrała pierwszy solowy koncert w krakowskim klubie Drukarnia. 4 marca 2020 wypuściła klip do piosenki „In My Eyes”. 24 października 2021 współprowadziła finał krajowych eliminacji do 19. Konkursu Piosenki Eurowizji Junior.

## Dyskografia
Albumy studyjne
- 2019 – Insajd (oryg. ukr. "Інсайд")[9]

## Nagrody i nominacje
| Rok  | Konkurs                                                                       | Kategoria                         | Rezultat           |
| ---- | ----------------------------------------------------------------------------- | --------------------------------- | ------------------ |
| 2014 | Otwarty miejski festiwal dziecięcej twórczości i talentu Krok do mriji        | Wokal: 5-8 lat "muzyka popularna" | 1. miejsce         |
| 2014 | Ogólnoukraiński wielodyscyplinarny konkurs sztuk Podilskyj zorepad            | Wokal estradowy: 4-8 lat          | 1. miejsce         |
| 2015 | Międzynarodowy dziecięcy festiwal – konkurs Zorjani mosty                     |                                   | 1. miejsce         |
| 2015 | Międzynarodowy konkurs – festiwal Empire of arts                              |                                   | 1. miejsce         |
| 2015 | Muzycznyj Olimp                                                               | Wokal estradowy: 4-8 lat          | 1. miejsce         |
| 2015 | Jednajemo sercja                                                              | Wokal estradowy: 8-9 lat          | 1. miejsce         |
| 2015 | Konkurs online kanału 1+1 oraz "Hołos.Dity" Kraszcze spiwaty, a ne kaszlaty   |                                   | wygrana            |
| 2016 | Ogólnoukraińska muzyczna olimpiada Hołos Krajiny                              | Wokal estradowy: 8-9 lat.         | laureat 2. stopnia |
| 2016 | Otwarty miejski festiwal dziecięcej twórczości i talentu Krok do mriji        | Wokal                             | Grand Prix         |
| 2017 | Karaoke-Dity                                                                  |                                   | 1. miejsce         |
| 2017 | Ogólnoukraiński Charytatywny Festiwal Dziecięcy Czornomorski Ihry w Skadowsku | Dziewczęta (grupa młodsza)        | wygrana            |
| 2018 | International Championship of Artists All-Star                                | Sztuka wokalna                    | Grand Prix         |
| 2018 | Ogólnoukraiński Charytatywny Festiwal Dziecięcy Czornomorski Ihry w Skadowsku | Dziewczęta (grupa średnia)        | wygrana            |
| 2018 | Top 100 ditej (Top 100 kids)                                                  | 1 ranking narodowy                | laureat            |
| 2018 | Bashka Kids Awards                                                            | Wokalista                         | superfinalistka    |
| 2018 | 16. Konkurs Piosenki Eurowizji Dla Dzieci 2018                                | Finał                             | 4. miejsce         |